# فرخندة حسن
فرخندة حسن (1930 - 30 أكتوبر 2020)، سياسية وأكاديمية مصرية، والأمين العام للمجلس القومي للمرأة، عملت أستاذ دكتور جيولوجيا في الجامعة الأمريكية بالقاهرة.

## الشهادات التي حصلت عليها
- بكالوريوس علوم من جامعة القاهرة، قسم كيمياء جيولوجيا، 1952م،
- دبلوم علم النفس والتربية، 1953،
- ماجستير جيولوجيا من الجامعة الأمريكية بالقاهرة، 1966م،
- دكتوراة في الجيولوجيا من جامعة بيتسبرغ بالولايات المتحدة، 1970م،
- وسام الفنون والعلوم من الدرجة الأولى، 1980م

## المراكز التي تولتها
- أستاذة الجيولوجيا بالجامعة الأمريكية بالقاهرة.
- عضو بمجلس الشعب للفترة من 23 يونيو 1979م وحتى 20 مارس 1984م.
- عضو بمجلس الشورى للفترة من 1986 وحتى 1989م ورئيس اللجنة البرلمانية للتنمية البشرية
- عضو بالمجلس البرلماني الأورومتوسطي.
- عضو بالشبكة البرلمانية للبنك الدولي.[4]
- عضو بالمكتب السياسي وهو أعلي مستوي لاتخاذ القرار بالحزب الوطني الديمقراطي الحاكم برئاسة السيد رئيس الجمهورية.
- أمين عام المجلس القومي للمرأة.
- عضو مجلس أكاديمية البحث العلمي والتكنولوجيا.
- عضو المجلس القومي للتعليم والبحث العلمي التابع لرئاسة الجمهورية وهي رئيس مشارك للمجلس الاستشاري للنوع الاجتماعي التابع للجنة الأمم المتحدة للعلوم والتكنولوجيا من أجل التنمية.
- عضو المجلس التنفيذي لمنظمة المرأة العربية عن جمهورية مصر العربية

## انتقادات
واجهت انتقادات عديدة من جميع الطوائف حول تصريحاتها بشأن السيداو من أن مصر قد وقعت علي هذه الاتفاقية بالرغم من أنها تخالف الشريعة الإسلامية والدستور المصري، حيث كشفت بعض مواد هذه الاتفاقية عن بعض الأمور المخالفة للشريعة والشبيهة بوضع المرأة في الغرب، ومنها أخذ الزوجة نصف ثروة زوجها في حالة الطلاق، والاستغناء عن مسألة وكيل الزوجة عند الزواج، والمساواة في الميراث وغير ذلك من الأمور الشائكة، إلا أنها كانت ترد علي المعارضين لها بأن مصر تحفظت علي ما يخالف الشريعة والقانون.

## تعيين المرأة قاضية
أعربت عن تخوفها من تحول توصية مجلس الدولة برفض تعيين المرأة قاضية إلي قرار وقالت إنه يسيء إلي سمعة مصر في الخارج ويعمل علي إحداث شوشرة دون أي داع.

## تهم فساد
بعد قيام ثورة 25 يناير قدمت بلاغات ضد "فرخندة حسن" تتهمها بتضخم ثروتها بصورة كبيرة لا تتناسب مع مصادر دخلها مستغلة صفتها الوظيفية، وبعد التحقيق معها في يونيو 2011 من قبل جهاز الكسب غير المشروع، صدر قرار بمنعها من السفر إلى حين استكمال التحقيقات. تمثلت ثرواتها في العديد من العقارات والحسابات بالبنوك. نفت "فرخندة" ما جاء بالبلاغات مؤكدة أن جميع عناصر ثروتها قد آلت إليها بطرق مشروعة ومن خلال عملها ثم وقعت ونجلاها "كريم" و"وجدان" علي اقرارات بالموافقة علي الكشف عن سرية حساباتهم وتم صرفها من مقر الجهاز وذلك لحين ورود تحريات الأجهزة الرقابية بشأن ثروتها وهو الأمر الذي رأي معه المستشار "عاصم الجوهري" إصدار أمره بمنعها من السفر لحين ورود تحريات الأجهزة الرقابية حول ثروتها.